# تسعير حسب القيمة
تسعير حسب القيمة (كما يُعرف باسم التسعير الأمثل للقيمة أيضًا) هو إستراتيجية تسعير تحدد الأسعار بشكل أساسي، ولكن ليس حصريًا، وفقًا للقيمة المدركة أو المقدّرة لمنتج أو خدمة للعميل بدلاً من التسعير وفقًا لتكلفة المنتج أو الأسعار التاريخية. إذا استخدم هذا الأسلوب بنجاح، فإنه سيحسن الربحية من خلال توليد أسعار أعلى دون التأثير بشكل كبير على حجم المبيعات.
يكون النهج أكثر نجاحًا عند بيع المنتجات استنادًا إلى العواطف (الأزياء) أو في الأسواق المتخصصة، في حالات العجز (مثل المشروبات في مهرجان الهواء الطلق في يوم صيفي حار) أو للمنتجات التكميلية (مثل خراطيش الطابعة، وسماعات الرأس للهواتف المحمولة). غالبًا ما تُباع السلع التي تخضع للتداول بكثافة شديدة (مثل النفط والسلع الأخرى) باستخدام تسعير المرابحة. في الماضي بيعت السلع التي تُباع إلى العملاء الأكثر تعقيدًا في الأسواق الكبيرة (مثل صناعة المركبات) باستخدام تسعير المرابحة، ولكن بفضل برامج التسعير الحديثة وأنظمة التسعير والقدرة على التقاط وتحليل بيانات السوق، فإن المزيد والمزيد من الأسواق تنتقل نحو التسعير حسب السوق أو القيمة.
ينطوي التسعير حسب القيمة بمعناه الحرفي على التسعير وفق مزايا المنتج التي يدركها العميل بدلاً من التكلفة الدقيقة لتطوير المنتج. على سبيل المثال، قد تُسعر لوحةٌ ما بأعلى من سعر اللوحات الزيتية والدهانات: يعتمد السعر في الواقع كثيرًا على من هو الفنان الذي رسمها. تعكس أسعار اللوحات أيضًا عوامل مثل العمر، والأهمية الثقافية، والأهم من ذلك، مقدار الفائدة التي يحصل عليها المشتري. إن امتلاك لوحة أصلية لـ دالي أو بيكاسو يرفع تقدير الذات عند المشتري وبالتالي يرفع الفوائد المتصورة من الملكية.

## التسعير حسب القيمة مقابل التسعير حسب التكلفة
يجب التحكم في السعر ضمن قيمة الفوائد التي يوفرها نشاط تجاري ما لعملائه، مع مراعاة السعر الذي يقدمه منافسوهم في نفس الوقت. وبالتالي، يجب تحديد الأسعار وفقًا للقيمة التي توفرها الشركة لعملائها. لزيادة ربحية المنتجات التي تبيعها الشركة إلى أقصى حد، يجب على الشركة قياس فائدة المنتج الذي تقدمه لعملائها، واستطلاع معايير قرار الشراء عند العملاء (سرعة التسليم، الراحة أو الموثوقية، إلخ.) وكذلك تحديد قيمة الفوائد المقدمة للعميل.

### تسعير المرابحة
تسعير المرابحة هو نهج يأخذ التكلفة الإجمالية لإنتاج المنتج أو الخدمة وإضافة مبلغ ما للسماح للشركة بتحقيق ربح. على سبيل المثال، في متجر بيع بالتجزئة، إذا اشترى أحد التجار شيئًا مقابل 5 دولارات، وقام ببيعه مقابل 10 دولارات للعميل، فإن هذا يسمى التسعير حسب التكلفة. ومع ذلك، فإن استعداد العميل للدفع محدود بالفوائد التي يمكنه الحصول عليها: «الفوائد هي صافي الفوائد، إذ إن أي تكلفة تتحملها شركة العميل للحصول على الفوائد المطلوبة تُضمّن فيها، بصرف النظر عن سعر الشراء» (أندرسون ووينسترا،2010,31). وبالتالي، تختلف القيمة التي يدركها العميل بين صافي الفوائد التي حصل عليها والسعر الذي دفعه العميل، ولن يحقق المورّد أي ربح إذا كانت المنتجات تباع بأقل من التكلفة.

### التسعير حسب القيمة
يُعرّف التسعير حسب القيمة بناءً على القيمة التي يمكن أن يقدمها المنتج أو الخدمة لشريحة محددة مسبقًا من العملاء والتي تُعد العامل الرئيسي لتحديد الأسعار (هينترهوبر، 2008، 42)، إذ أن التسعير حسب القيمة يعتمد على قوة الفوائد التي يمكن للشركة إثباتها وتقديمها لعملائها. وبالتالي، تعد القيمة هي القوة الدافعة الأكثر أهمية في كل قرار تجاري، إذ أن القيمة تركز على السعر الذي يرغب العملاء المُحتَملون في دفعه بناءً على الفائدة التي تقدمها الشركة.
يُقصد عادةً بالفائدة ما يتعلق بتحقيق أهداف عمل محددة. إذا كان المنتج أو الخدمة المعروضة يساعد على تحقيق هذه الأهداف، فإنها تُقدّر بقيمة أعلى. لذا فإن أساس التسعير حسب القيمة هو فهم أهداف العملاء والقيم المستخدمة لتحقيق هذه الأهداف.
على سبيل المثال، تبلغ تكلفة إصلاح ماسورة في منزل العميل من قبل السباك 17.50 دولارًا مع تكلفة الانتقال وتكلفة المواد وساعة العمل. ومع ذلك، قد يقرر السباك أخذ ما مجموعه 50 دولارًا للاستفادة من هذا العمل التجاري. وبالتالي، قد لا يكون العميل سعيدًا بشأن السعر الأكثر من الطبيعي الذي يقدمه السباك، وفي الوقت نفسه هناك احتمال أن يفقد السباك عميله، لذلك من المهم قياس قيمة المنتج قبل تحديد سعر مرتفع جدًا. من ناحية أخرى، إذا كان للشركة ميزة واضحة ومحددة تمنحك ميزة على المنافس، فإن الشركة قادرة على فرض الرسوم وفقًا للقيمة التي تُقدّم للعملاء. وبالتالي، يعد هذا نهجًا مربحًا للغاية لأنه يمكن أن يستبعد العملاء المحتملين الذين لا يحركهم سوى السعر وجذب عملاء جدد من المنافسين. على سبيل المثال، رفعت ستاربكس الأسعار لتعظيم الأرباح من العملاء الحساسين للأسعار الذين يعتمدون على قهوة الذواقة بينما خسرت العملاء الذين أرادوا أسعارًا أقل لـ ماكدونالدز.

## مقارنة مع التسعير حسب التكلفة
تؤثر عدة عوامل على استعداد العملاء لدفع أسعار معينة؛ مثل، اختلاف الاحتياجات بين البلدان واحتياجات العملاء الفرديين ورغباتهم، والعميل الدائم الذي يتعرض لمناسبات مختلفة (الاحتياجات الفعلية والحالية) -وبالتالي، من المستحيل وضع خطة لتناسب التسعير حسب القيمة في جميع الأوقات. قد يُشعِر التركيز الشديد على القيمة العميل بالاستغلال، مؤديًا إلى تأثير سلبي على الشركة. على المدى الطويل، دائمًا ما تكون الأسعار المستندة إلى التسعير حسب القيمة أعلى أو مساوية للأسعار المأخوذة من التسعير حسب التكلفة -إذا كانت الأسعار أقل، فقد يدرك العميل أن القيمة الفعلية أقل من تكلفة إنتاج السلعة مُضافًا إليها هامش ربح. لن تكون الشركات مهتمة بإنتاج المنتج وبيعه بهذا السعر على المدى الطويل. على الرغم من صعوبة تنفيذ كل من تقنيات التسعير على الشركات، يجب أن يكون هناك اعتبار للقيم المتعلقة بالمنتجات وتموضع السوق المقدّم للعملاء في المرحلة المبكرة من تطوير المنتج.

## التنفيذ

### تحديد الأهداف التنافسية
يُعد تصوّر إستراتيجية المبيعات (باناغوبولوس وافلونيتس، 2010) أمرًا أساسيًا للشركات للبيع بطريقة أكثر إستراتيجية بدلاً من بيع منتجاتها بشكل تشغيلي. ومع ذلك، تحول التركيز من طريقة تسعير B2B (بين الأعمال) إلى مفهوم تقدير ورفع قيمة المنتج في السوق، مثل إنشاء القيمة والحصول على القيمة (أسبارا وتيكانن، 2013). أحد أسباب عدم تطبيق بعض الشركات للتسعير حسب القيمة هو أنها لا تعرف مزاياها وقدراتها. بعد ذلك، لا تكون أهداف الشركة انحيازية. إن الحصة السوقية مقابل الربحية هو تضارب نموذجي في الأهداف داخل الشركات، لأنه في التقليد التجاري، كلما زادت حصتك في السوق، زادت ربحية الشركة. وبالتالي، لتطبيق التسعير حسب القيمة في الشركة، يجب على الشركة أن تفهم هدفها والمزايا التي تبرز بين المنافسين في نفس المجال. وبالتالي، سيوفر ذلك ميزة الهيمنة على السوق المستهدف للشركة، وبالتالي دعم عملاء التجزئة الذين تستهدفهم الشركة.